# اوگراژدن (استان دوبریچ)
اوگراژدن (به بلغاری: Ograzhden) یک منطقهٔ مسکونی در بلغارستان است که در شهرستان جنرال توشوو واقع شده‌است.